# Georges Louis Marie Dumont de Courset
Barón Georges Louis Marie Dumont de Courset ( 16 de septiembre de 1746, Castillo de Courset, Boulogne-sur-Mer - 1824) fue un botánico y un agrónomo francés .
Hace sus estudios en París, y desarrolla sus disposiciones para la música y el diseño.
A los 17 años es subteniente. Enviado al sur de Francia, visita los Pirineos y se apasiona por la botánica. Renuncia a la carrera militar, y se casa en 1775.
Instalado en el "Castillo de Courset", diseña y arma grandes jardines con diversidad de especies que luego lo harán célebre. No obtiene en cambio, buenos resultados agronómicos, influyendo en las técnicas agrícolas empleadas en su región. Pero recibe el título de corresponsal de la "Sociedad Real de Agricultura", y escribe una memoria titulada Mémoire sur l’agriculture du Boulonnais et des cantons maritimes voisins (Boulogne, 1784).
Protegido por científicos como André Thouin (1746-1824) durante la Revolución, sigue como corresponsal del Instituto.
Publica cinco volúmenes de Botaniste cultivateur, ou description, culture et usage de la plus grande partie des plantes étrangères, naturalisées et indigènes, naturalisées et indigènes, cultivées en France et en Angleterre, rangées suivant la méthode de Jussieu en 1802 (Ed. Jean-Jacques Fuchs, Paris).
Sigue intensamente preparando una obra en seis volúmenes en 1811.
Dumont de Courset describió 8.700 especies, indicando sus propiedades y su cultivo.

## Fuente
- Louis-Gabriel Michaud (1855). Biografías universales antiguas y modernas. Mme C. Desplaces (París).

- La abreviatura «Dum.Cours.» se emplea para indicar a Georges Louis Marie Dumont de Courset como autoridad en la descripción y clasificación científica de los vegetales.[1]

 hay riesgo de confusión con una vieja abreviatura para este botánico Barthélemy Charles Joseph Du Mortier: Dum.; y que para evitar confusiones ahora es Dumort.